# Säffle Ridklubb
Säffle ridklubb är en ridklubb i Säffle.
Klubben grundades 1961 i samband med att kavalleristen Granqvist några år tidigare sålt ridlektioner i herrgårdens park där anläggningen idag befinner sig. Ridklubben inhyser idag ett 20-tal hästar inklusive privat hyrda platser varav 11 är hästar i verksamheten. Medlemsantalet växer och är idag 170 varav 130 uppsittningar i veckan. Bedriver barngrupper, vuxengrupper, friskvård och funktionsnedsättnings ridning, utöver det anordnas ponnyridning och övriga aktiviteter.

## Historik[1]
Den första ladugården byggdes år 1911 vilket rymde 14 hästar, när verksamheten växte byggdes den fd ladugården ut år 1985 till att ta emot 30-talet hästar. Bente Rexed var den initiativtagande gällande bildandet av Säffle Ridklubb år 1961, innan dess hade kavalleristen Granquist sålt ridlektioner i herrgårdens park. Vid starten var medlemsantalet ca 20 stycken och ridklubben disponerade 3-4 kronhästar, de flesta medlemmar hade egna hästar vid denna tiden. Med hjälp av sponsorer lyckades man även samma år ersätta det provisoriska ridhuset med ett riktigt ridhus (1961), i takt med att medlemsantalet ökade ökade även anläggningen. Det provisoriska ridhuset gjordes om till gäststall och den nuvarande administrationsbyggnaden och serveringen byggdes. Ridklubben är fortfarande i behov av ny anläggning.

## Tävlingsverksamhet[2]
Säffle Ridklubb arrangerar tävlingar från lokal nivå och uppåt på anläggningen.
Tävlingskommitté representant: Annica Ahlstrand

## Styrelse
SRK:s gemensamma policy:
- Främja en god och utvecklande miljö, där alla som besöker klubben ska känna sig välkomna och ges möjlighet till utveckling utifrån sina förutsättningar och intressen.
- Sträva efter att alla generationer ska kunna mötas och utvecklas i samförstånd.
- Sträva efter att erbjuda ett brett utbud som tilltalar både killar & tjejer.
- Ambition att vara en klubb med goda förebilder där både häst- och människosyn står i centrum.
- Främja hälsa & fysisk aktivitet.

Ordförande: AnnCharlott Winberg

## Ungdomssektion[5]
Säffle ridklubb har en välfungerande ungdomssektion där styrelsen består av ett tiotal ungdomar mellan 12 och 26år. Anordnar aktiviteter för barn och ungdomar och hjälper till vid lektionsridning och övriga aktiviteter.
USEK:s gemensamma mål:
- Bedriva en aktiv och utvecklande verksamhet där alla klubbens ungdomars hästintresse tillgodoses.
- Ge medlemmarna möjlighet till kurser både på, med och utan häst/ponny för att öka kunskapen och känslan för hästen/ponnyn.
- Utbilda och motivera de yngre medlemmarna till att överta ansvaret i styrelsen när de äldre slutar.